# Ладва (озеро)
Ладва — озеро на территории Коткозерского сельского поселения Олонецкого района Республики Карелии.

## Общие сведения
Площадь озера — 0,6 км², площадь водосборного бассейна — 7,9 км². Располагается на высоте 130,2 метров над уровнем моря.
Форма озера продолговатая: вытянуто с северо-запада на юго-восток. Берега преимущественно заболоченные.
С юго-западной стороны озера вытекает река Ладвозерка, которая, протекая через озеро Ченжекескозеро, втекает в реку Канзозерку, которая уже впадает в Канзозеро, из которого воды попадают в Олонку, протекая через озёра Коткозеро и Виллалское.
Населённые пункты возле озера отсутствуют. Ближайший — посёлок Интерпосёлок — расположен в 5,5 км к ССВ от озера.
Код объекта в государственном водном реестре — 01040300211102000014855.